# Ennéade
Pour les articles homonymes, voir Ennéade (homonymie).
L’Ennéade (Pésédjet, en égyptien) est le groupe des neuf divinités de la mythologie égyptienne rassemblant toutes les forces présentes dans l’univers : le démiurge Atoum, l’humidité Tefnout, l’air Shou, la terre Geb, le ciel Nout, Osiris, Isis, Seth et Nephthys.

## Légende

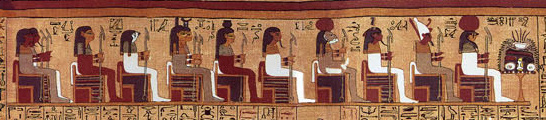
Détail du papyrus d'Ani, daté du Nouvel Empire et conservé au British Museum.

Un des récits les plus détaillés et les plus anciens de la création porte sur le groupe de dieux appelés les « Neuf Dieux d'Héliopolis » ou « Ennéade » (du grec ennea, neuf). Le premier était Rê-Atoum qui vint au monde sur la colline primordiale et décida la multiplicité de la création dans son cœur. Il fut à l'origine de la première distinction entre mâle et femelle : ayant pris sa semence dans sa bouche, il cracha ou éternua, créant Shou, le dieu de l'air, et Tefnout, la déesse de l'humidité. Ils explorèrent le sombre Noun et furent perdus pour Rê-Atoum qui envoya à leur recherche son œil divin, une puissance brûlante considérée comme la fille du dieu Soleil. La déesse revint avec Shou et Tefnout et les premiers êtres humains furent formés par les larmes que Rê-Atoum versa en retrouvant ses enfants.
De l'union de Shou et Tefnout naquirent Geb, le dieu de la Terre, et Nout, la déesse du Ciel. Ces derniers étaient si étroitement enlacés que rien ne pouvait circuler entre eux. Nout fut fécondée par Geb mais ses enfants ne parvenaient pas à naître. Leur père Shou, le dieu de l'Air, finit par séparer Geb et Nout. Aidé par huit êtres appelés les dieux Heh, Shou souleva la déesse du Ciel au-dessus de la terre, créant ainsi un espace où les créatures pouvaient vivre et respirer. On pensait qu'il existait un deuxième ciel sous la terre.
Les eaux primordiales continuaient à entourer le cosmos. La déesse du Ciel était parfois représentée comme une femme nue arquée au-dessus de la terre, et parfois comme une vache étoilée. Elle avalait le soleil chaque soir et était parfois accusée de vouloir avaler tous ses enfants : Nout était alors représentée comme une truie, créature connue pour dévorer ses propres petits.
Nout enfanta deux paires de jumeaux, Osiris et Isis, et Seth et Nephtys. Osiris et Isis seraient tombés amoureux dans le ventre de leur mère mais Nephtys méprisait son frère Seth. En tant qu'aîné des enfants de Geb et Nout, Osiris était destiné à régner sur l'Égypte.